# Jakob Heinrich von Balthasar
Jakob Heinrich von Balthasar, född 19 oktober 1690 i Greifswald, död där 2 januari 1763, var en i Svenska Pommern verksam teolog. Han var bror till Augustin von Balthasar.
Balthasar var son till professorn vid Greifswalds universitet och senare mecklenburgska regeringsrådet i Rostock Jakob Balthasar. Vid faderns utnämnande till regeringsråd flyttade familjen till Rostock, men efter faderns död 1706 återvände familjen till Greifswald, där de fick stöd av generalsuperintendenten Johan Friederich Mayer som lät Jakob Heinrich Balthasar studera vid Greifswalds universitet. Han blev filosofie magister 1710, varefter han från 1713 besökte ett flertal tyska universitet, bland annat Jena. Åren 1714-16 uppehöll sig Balthasar i Berlin, där han inför en försäljning ordnade Mayers bibliotek. Trots det beroendeförhållande han stod i till den ortodoxe Mayer, påverkades Balthasar av pietismen, särskilt genom Jenateologen Johann Franz Buddeus.
År 1716 återvände han till Greifswald, där han blev privatdocent och 1719 professor i teologi och kyrkoherde i Sankt Jacobi kyrka. År 1722 blev han teologie doktor. Balthasar invecklades snart i de pietistiska stridigheterna vid Greifswalds universitet, och anklagades jämte flera andra kollegor av den ortodoxe ivraren Jeremias Papke för pietism. Efter flera års strider och upprepade förhandlingar och undersökningar frikändes slutligen Balthasar och hans kollegor. År 1729 blev han konsistorialassessor och 1746 blev han generalsuperintendent över Svenska Pommern och Rügen och erhöll samma år tyskt adelskap.
Sin vetenskapliga gärning ägnade Balthasar främst åt Pommerns kyrkohistoria. Hans främsta arbete var den i två delar utgivna Sammlungen zur pommerischen kirchen-historie (1723-25). Vid sidan av sitt eget författarskap utgav Balthasar även en del för Pommerns historia viktiga skrifter. Liksom brodern Augustin von Balthasar spelade han en betydande roll i universitetets vetenskapliga liv. Han var medelpunkten i ett teologiskt sällskap och instiftade tillsammans med brodern 1742 det historiska sällskapet Societas collectorum historias et juris patrise. Han redigerade även sällskapets organ, Greifswaldisches Wochen-Blatt, senare omdöpt till Vermischte sammlung von allerhand gelehrten und nutzlichen Sachen.